# Spoorlijn Rech - Erftstadt
De spoorlijn Rech - Erftstadt is een nooit voltooide Duitse spoorlijn en zou als spoorlijn 2636 onder beheer zijn van DB Netze.

## Geschiedenis
De bouw van het traject werd door de Preußische Staatseisenbahnen gestart in de winter van 1913/1914. De lijn vormde samen met de lijnen Erftstadt - Mödrath, Mödrath - Rommerskirchen en Rommerskirchen - Holzheim de zogenaamde Strategischer Bahndamm. Deze dubbelsporige lijn moest een snelle verbinding tussen de Rijn bij Neuss en het Saarland gaan vormen.
Aan de het einde van de Eerste Wereldoorlog was de onderbouw van de lijn grotendeels voltooid. Nadien werd er nog wel sporadisch gebouwd aan de lijn, maar op grond van het Verdrag van Versailles slechts op basis van enkelspoor. Om dezelfde reden is ook de lijn Rommerskirchen - Holzheim nooit voltooid.
Tijdens de Koude Oorlog hebben de tunnels van Trotzenberg en Kuxberg dienstgedaan als regeringsbunker van de West-Duitsland.

## Aansluitingen
In de volgende plaatsen zou er een aansluiting zijn op de volgende spoorlijnen:
aansluiting Rech
DB 3000, spoorlijn tussen Remagen en Adenau
Rheinbach
DB 2645, spoorlijn tussen Bonn en Euskirchen
Erftstadt
DB 32, spoorlijn tussen Erftstadt en Brühl-Vochem
DB 2606, spoorlijn tussen Erftstadt en Mödrath
DB 2609, spoorlijn tussen Erftstadt en Liblar
DB 2631, spoorlijn tussen Kalscheuren en Ehrang

## Galerij

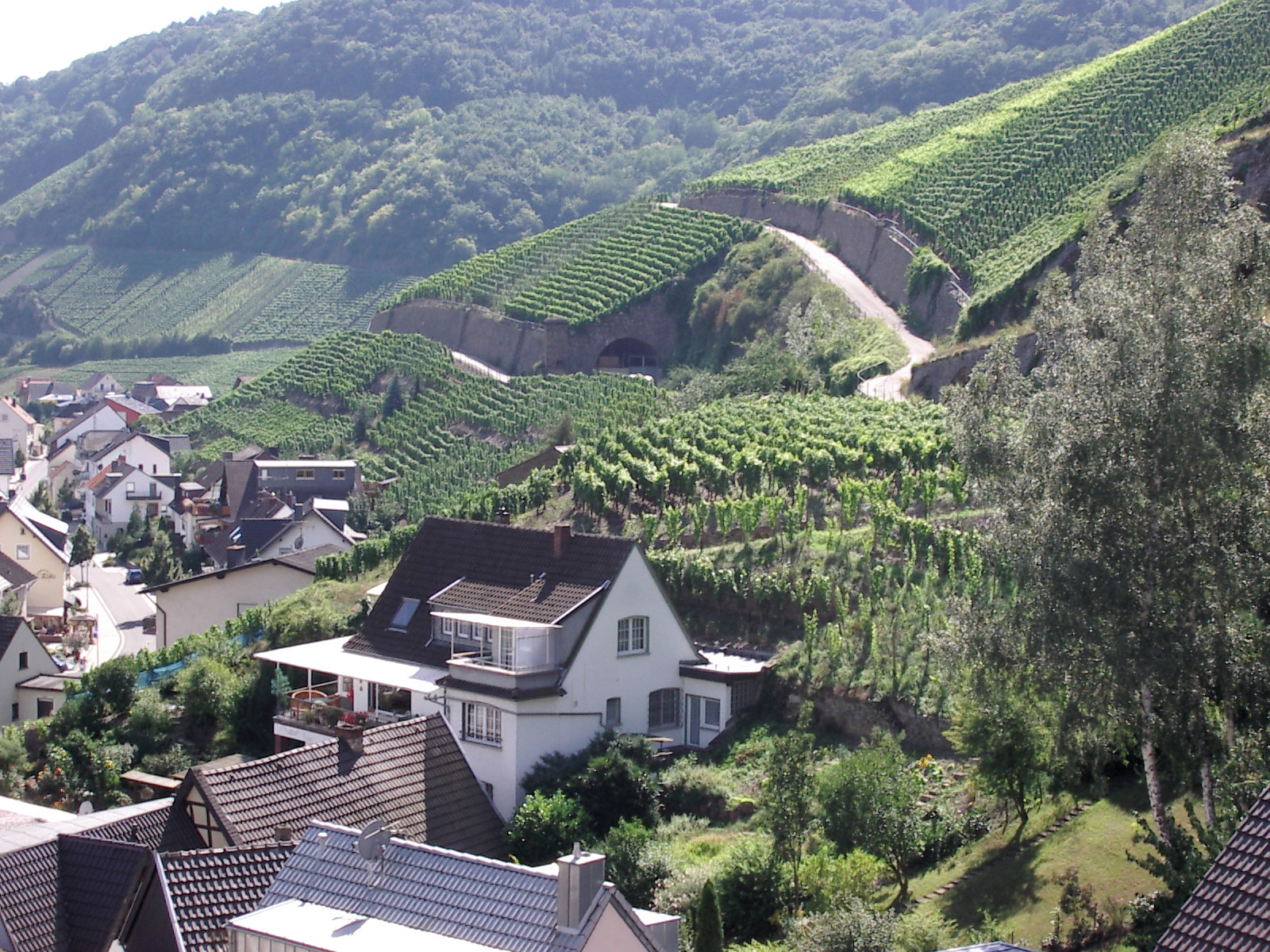
Sonderberg tunnel noordportaal
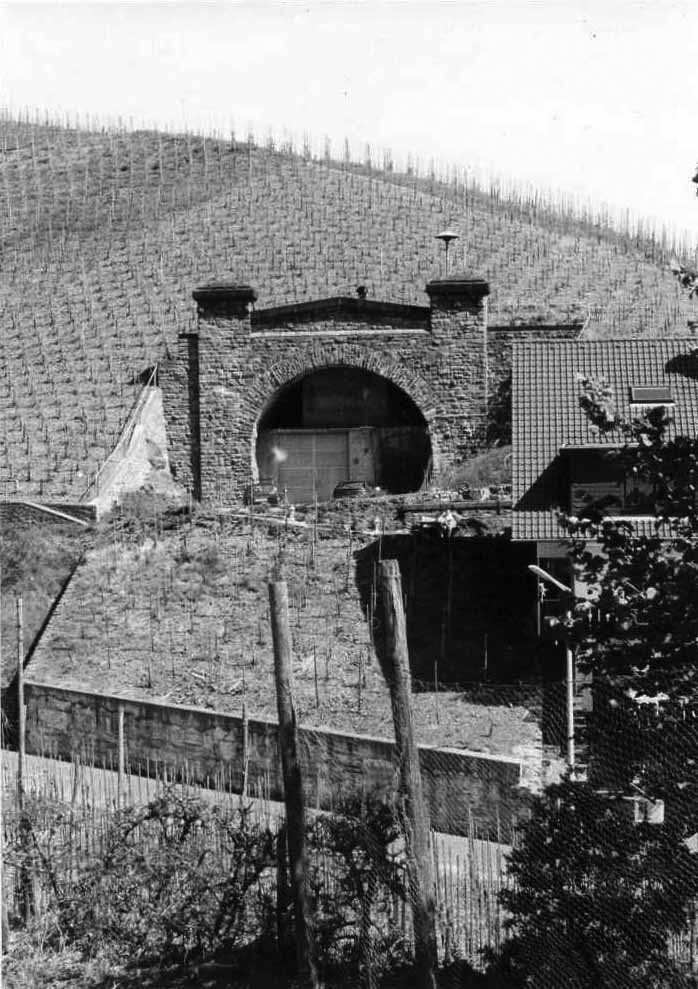
Sonderberg tunnel zuidportaal